# پارک گیونگ ری
پارک گیونگ ری (کره‌ای: 박경리؛ زادهٔ ۵ ژوئیه ۱۹۹۰) که بیشتر با نام گیونگ‌ری (کره‌ای: 경리) شناخته می‌شود، خواننده، بازیگر و مدل اهل کره جنوبی است. او عضو سابق گروه دخترانهٔ ناین میوزز بوده‌است.

## ترانه‌شناسی

### تک‌آهنگ‌ها
| عنوان                                                               | سال  | بهترین موقعیت جدول | آلبوم             |
| عنوان                                                               | سال  | کره جنوبی          | آلبوم             |
| ------------------------------------------------------------------- | ---- | ------------------ | ----------------- |
| «صحبت دربارهٔ شما» (Talk About You)                                  | ۲۰۱۷ | _                  | تک‌آهنگ بدون آلبوم |
| «ماه آبی» (어젯밤)                                                  | ۲۰۱۸ | —                  | ماه آبی           |
| «اما دلم برات تنگ شده» (But I Miss You)                             | ۲۰۲۱ | _                  | اواس‌تی بدون آلبوم |
| «—» بیانگر انتشاری است که در قلمروی آن جدول نبوده یا منتشر نشده‌است. |      |                    |                   |

### همکاری‌ها
| عنوان                                                               | سال  | بهترین موقعیت جدول | آلبوم             |
| عنوان                                                               | سال  | کره جنوبی          | آلبوم             |
| ------------------------------------------------------------------- | ---- | ------------------ | ----------------- |
| «کریسمس سفید» (به همراه جونگ جین‌وون)                                | ۲۰۱۷ | _                  | 4LOVE 1st         |
| «بوم‌بوم» (به همره ناکتا چوی) (봄봄)                                 | ۲۰۱۸ | _                  | 4LOVE 2nd         |
| «دیشب چکار می‌کردی؟» (به همراه It's) (오늘 밤 뭐해?)                 | ۲۰۱۸ | _                  | تک‌آهنگ بدون آلبوم |
| «—» بیانگر انتشاری است که در قلمروی آن جدول نبوده یا منتشر نشده‌است. |      |                    |                   |

## فیلم‌شناسی

### فیلم سینمایی
| سال  | عنوان           | نقش             | زبان  | منابع |
| ---- | --------------- | --------------- | ----- | ----- |
| ۲۰۱۵ | ۲۰۱۵ دریم کنسرت | خودش            | کره‌ای | [ ۸ ] |
| ۲۰۱۷ | واقعی           | پیشخدمت رستوران | کره‌ای | [ ۹ ] |

### مجموعه تلویزیونی
| سال  | عنوان                     | نقش               | توضیحات               | منابع  |
| ---- | ------------------------- | ----------------- | --------------------- | ------ |
| ۲۰۱۳ | برج آبی                   |                   |                       | [ ۱۰ ] |
| ۲۰۱۳ | پاسخ به ۱۹۹۴              | دوست ناجونگ       |                       | [ ۱۱ ] |
| ۲۰۱۶ | اوه مای گاد! Tip Series 3 | خودش              |                       | [ ۱۲ ] |
| ۲۰۱۶ | در مسیر فرودگاه           | کیم یونگ          |                       | [ ۱۳ ] |
| ۲۰۱۶ | من دیگه دختر نیستم        |                   |                       | [ ۱۴ ] |
| ۲۰۱۷ | بورگ مام                  | زن جذاب           |                       | [ ۱۵ ] |
| ۲۰۲۱ | مخفی                      | گو یون جو (جوانی) |                       | [ ۱۶ ] |
| ۲۰۲۲ | ازدواج ممنوع              | چو ران            | حضور افتخاری (قسمت ۱) | [ ۱۷ ] |
| ۲۰۲۳ | کانگ نام سون قدرتمند      | نو سون سانگ       |                       | [ ۱۸ ] |

### میزبان
| سال  | عنوان             | نقش  | توضیحات   | نقش    |
| ---- | ----------------- | ---- | --------- | ------ |
| ۲۰۱۴ | ناین میوزز کست    | خودش | مجری اصلی | [ ۱۹ ] |
| ۲۰۱۸ | به زودی           | خودش | مجری اصلی | [ ۲۰ ] |
| ۲۰۲۱ | زیبا و لوکس فصل ۶ | خودش | مجری اصلی | [ ۲۱ ] |

### حضور در موزیک ویدئو
| سال  | آرتیست | عنوان          |
| ---- | ------ | -------------- |
| ۲۰۱۰ | چه یون | ببین ببین ببین |
| ۲۰۱۳ | Homme  | آن دختر        |
| ۲۰۱۶ | د لجند | بهت علاقه دارم |
| ۲۰۱۶ | اونیز  | خفه شو         |